# جیمی استوارت (راننده مسابقه)
جیمز رابرت استوارت (انگلیسی: ‎James Robert Stewart‎؛ زادهٔ ۶ مارس ۱۹۳۱ در میلتون، دونبارتونشر غربی، درگذشتهٔ ۳ ژانویهٔ ۲۰۰۸) رانندهٔ مسابقات اتومبیل‌رانی فرمول یک اهل بریتانیا بود که در فصل ۱۹۵۳ در مجموع در یک گراند پری شرکت کرد، اما موفق به کسب هیچ امتیازی نشد.
استوارت در ۳ ژانویه ۲۰۰۸ درگذشت.